# Omiodes laysanensis
Omiodes laysanensis is een vlinder uit de familie van de grasmotten (Crambidae), uit de onderfamilie van de Spilomelinae. De wetenschappelijke naam van deze soort is voor het eerst voorgesteld door Otto Herman Swezey in een publicatie uit 1914.
De soort komt voor in Hawaii.